# Хаус, Дэниел
Дэниел Хаус (англ. Daniel House; род. 8 августа 1961, Беркли, Калифорния, США) — американский музыкант, продюсер и предприниматель наиболее известен благодаря своему вкладу в продвижение сиэтлского гранж-движения, крайне популярного в конце 1980-х и начале 1990-х годов. Хаус был басистом и одним из основателей группы Skin Yard (сильно повлиявшей на звучание гранжа в целом), а также президентом независимого звукозаписывающего лейбла C/Z Records, на котором были выпущены записи многих местных коллективов, в том числе: 7 Year Bitch, Built to Spill, Coffin Break, Engine Kid, The Gits, Hammerbox, Love Battery, Melvins, The Presidents of the United States of America, Silkworm и Skin Yard. В 2003 году он переехал из Сиэтла в Лос-Анджелес, где он курировал разработку и создание ныне несуществующего портала www.DownloadPunk.com, а также музыкально-ориентированного сайтв знакомств RocknRollDating.com.

## Музыкальная карьера
Первой музыкальной группой Хауса был малоизвестный сиэтлский коллектив Death of Marat (рус. «Смерть Марата»), названный в честь одноимённой картины Жака-Луи Давида, изображающей убийство радикального журналиста Жан-Поля Марата во время Французской революции. Группа просуществовала чуть больше года: была сформирована в 1982-м и распалась в конце 1983-го.
В 1984 году Хаус сформировал инструментальную прог-рок-группу под названием feeDBack (отсылка к одноимённому гитарному эффекту) с Мэттом Кэмероном на ударных и гитариста по прозвищу «Nerm» (настоящее имя Том Херринг). Группа просуществовала всего 10 месяцев, однако, успела записать 9 песен на 4-дорожечный магнитофон, принадлежавший Кэмерону. Впоследствии песни были ремикшированы и сведены Джеком Эндино, но так и не были выпущены.
Вскоре после создания feeDBack Хаус был также приглашён в группу 10 Minute Warning (TMW), в качестве замены ушедшему бас-гитаристу Дэвиду Гарригесу. Звучание TMW было уникальным для своего времени, так как несмотря на то, что коллектив был сформирован в виде панк-группы, его звучание трансформировалось к более медленному, тяжёлому саунду с психоделическими обертонами. Ныне 10 Minute Warning считаются одним из пионеров гранж-движения. Группа распалась в конце 1984 года после ухода гитариста Пола Сольгера, а барабанщик Грег Гилмор покинул Сиэтл, чтобы присоединиться к бывшему гитаристу 10 Minute Warning Даффу Маккагану в Лос-Анджелесе.

### Skin Yard
В 1985 году Хаус задумался о создании новой группы, которая должна была опираться на музыкальные наработки как feeDBack, так и 10 Minute Warning. Он встретился с Джеком Эндино, с которым познакомился в том же семестре, так как ему понравилась запись продемонстрированная ему Эндино на одной из репетиций feeDBack, и предложил ему идею создания совместной группы. Также они пригласили Мэтта Кэмерона и начали писать песни, параллельно подыскивая вокалиста. В конце концов на эту роль был нанят Бен Макмиллан, а сама группа получила название Skin Yard.
7 июня 1985 года Skin Yard отыграли свой первый концерт на разогреве у The U-Men. Первая запись Skin Yard, песня «Throb», была выпущена на сборнике под названием Deep Six, который также включал треки Soundgarden, Melvins, The U-Men, Green River и Malfunkshun — групп, которые сформировали звучание гранжа. Между 1987 и 1991 годами Skin Yard выпустили 4 полноформатных альбома и организовали несколько региональных и национальных туров по-западному побережью США. Хаус ушёл из Skin Yard в 1991 году и с тех пор практически не участвовал в деятельности коллектива.

### Дальнейшая карьера
В 1988 году Хаус записал The Last Laugh (также выступил в качестве соавтора), первый студийный альбом американского музыканта Хелиоса Крида (лейбл Amphetamine Reptile Records) при участии Джейсона Финна на ударных.
В 1989 году Хаус выступал в роли барабанщика сиэтлской группы, Yeast, которая выпустила 7-дюймовый сингл («Crisco Wristwatch»), а также трек на сборнике Teriyaki Asthma Vol. I, который, помимо этого, включал композиции таких исполнителей, как Nirvana и Coffin Break и Хелиоса Крида. Вместе с Хаусом в Yeast участвовали музыканты: Милтон Гаррисон из Vexed и Эл Томпкинс из Daddy Hate Box. Среди наиболее примечательных событий группы были совместные выступления с Soundgarden и TAD (по одному разу).
В 1993 году Хаус поучаствовал в одном выступлении с сиэтлской группой Pretty Mary Sunshine (на разогреве у Red House Painters), заменив их бас-гитариста Джо Скайуорда, который выступал в Европе с группой The Posies. Музыканты Pretty Mary Sunshine предложили Хаусу стать их постоянным басистом, но он отказался. Это был последний раз, когда Хаус выступал на сцене.

## Руководство лейблом C/Z Records
В 1986 году Дэниел Хаус приобрёл в собственность независимый сиэтлский лейбл C/Z Records у его владельца Криса Ханцсека. Изначально Хаус рассматривал новоиспечённый лейбл как площадку для издания музыки его тогдашней группы Skin Yard. Единственной выпущенной до этого записью Skin Yard был трек «Throb», изданный на сборнике Deep Six лейбла C/Z Records (в свою очередь на тот момент это был единственный релиз лейбла), и Хаус хотел сохранить текущие продажи оставшегося тиража сборника, которые все ещё были на складе.
Тем не менее, Хаус также продолжал выпускать записи других сиэтлских коллективов, совмещая это с иной рабочей деятельностью: так, в 1988 году его пригласили на должность директора по продажам и дистрибуции в ещё один независимый лейбл - Sub Pop Records. В 1991 году Хаус покинул Sub Pop в попытке сделать из C/Z Records жизнеспособный бизнес. В течение следующих нескольких лет C/Z Records превратился в лейбл с национальным признанием, под его эгидой были выпущены записи таких исполнителей, как Treepeople, 7 Year Bitch, Built to Spill, Coffin Break, Engine Kid, The Gits, Hammerbox, Love Battery, Melvins, The Presidents of the United States of America, Silkworm и Monks of Doom.
На пике бизнеса в C/Z Records работало 13 сотрудников и лейбл имел полный перечень услуг с дистрибуцией в Северной Америке, Европе и Австралии. В 1993 году Хаус заключил дистрибьюторскую сделку с подразделением Sony Music — фирмой RED Distribution. Однако, к 1994 году эта сделка почти полностью истощила все финансовые ресурсы лейбла, фактически C/Z Records был на грани банкротства из-за больших долгов. В 1996 году дочернее подразделение BMG Entertainment Zoo Entertainment заключили с лейблом Хауса венчурную сделку, которая помогла частично погасить задолженности, возникшие во время сотрудничества с RED Distribution. Zoo предоставили лейблу небольшой бюджет для записи новых исполнителей. В 1997 году Zoo Entertainment был куплен компанией Volcano Entertainment и все сторонние предприятия были закрыты.
В том же году Хаус появился в документальном фильме о гранж-сцене «Хайп!», материалы для которого были сняты в период в 1992 — 1993 годов.
После этого рабочий день на лейбле был сокращён, новые релизы стали выпускаться на крайне редкой основе. Попутно Хаус искал новые пути для самовыражения в музыкальном бизнесе. Так, он начал интересоваться распространением музыки через интернет и различными развлекательными медийными площадками. В 1998 году Хаус начал работать в RealNetworks, компании пионере потокового вещания, в качестве главного редактора личного онлайн-портала RealGuide.
В 2002 году C/Z Records выпустил коллекцию неизданного и редкого материала группы Skin Yard под названием Start at the Top.
Также, на лейбле было выпущено несколько сборников Teriyaki Asthma, один из которых содержал композицию «Mexican Seafood» группы Nirvana. Кроме того, Nirvana выпустила кавер-версию песни «Do You Love Me?» группы KISS на трибьют-альбоме Hard to Believe: A Kiss Covers Compilation, издателем которого также выступил C/Z Records.